# オンド州

オンド州
Ondo
Ìpínlẹ̀ Oǹdó州の愛称: 日照州

オンド州 (オンドしゅう、英語：Ondo State、ヨルバ語：Ìpínlẹ̀ Oǹdó) は、ナイジェリアの西部州から1976年2月3日に分割設置された州である。1996年には北部がエキティ州に分割された。州内は18の地方行政地域 (LGA) に分けられている。人口は2,255,700人（1991年）で、ヨルバ族が多数派で、サブグループのアココ、アクレ、イカレなどがいる。他イジョも多い。州都はアクレ (Akure)。オンド州には、880校の公立小学校や190校の中等学校があり、ナイジェリアの公立学校の中で最も多い。

## 隣接州
- コギ州
- エド州
- デルタ州
- オグン州
- オスン州
- エキティ州

## 下位行政区画
- Akoko North-East
- Akoko North-West
- Akoko South-East
- Akoko South-West
- Akure North
- Akure South
- Ese Odo
- Idanre
- Ifedore
- Ilaje
- Ile Oluji/Okeigbo
- Irele
- Odigbo
- Okitipupa
- Ondo East
- Ondo West
- Ose
- Owo

## 著名人
- キング・サニー・アデ(King Sunny Adé)(1946年～)：ヨルバ族の王子。ジュジュ・ミュージック歌手。